# Генрик Пентек
Генрик Пентек (пол. Henryk Piętek; 5 січня 1922, Пардолув — 5 квітня 2015, Констанцин-Єзьорна) — польський офіцер держбезпеки та генерал міліції, у 1965—1971 роках — начальник III (політичного) департаменту Служби безпеки МВС ПНР, у 1971—1974 роках — заступник. Активіст урядової компартії ПОРП, учасник політичних репресій кінця 1940-х років, антисемітської кампанії, придушення робітничих протестів 1970 року. Прихильник Мечислава Мочара та Францишека Шляхциця. У Третій Речі Посполитій притягувався до судової відповідальності, але засуджений не був.

## Офіцер МГБ та міліції
Народився у селянській сім'ї. Перші роки німецької окупації був бійцем Армії Крайова (АК). У 1944 році перейшов у прокомуністичну Армію Людову (АЛ). Воював під командуванням Мечислава Мочара. Був відомий під партизанським псевдонімом Gigant. Вступив до ПРП, з 1948 року перебував в урядущій компартії ПОРП.
У січні 1945 року Генрик Пентек у званні підпоручника отримав направлення на службу до щойно заснованого Міністерства громадської безпеки (МГБ). З вересня 1945 року — начальник повітського управління МГБ у Коньську, з квітня 1947 року — Пйотркув-Трибунальського повітського управління МГБ. Брав участь у придушенні антикомуністичного підпільного опору та політичних репресіях. Згодом Пентек звинувачувався у тортурах заарештованих підлітків з молодіжної організації АК та підпільної скаутської групи. Зокрема, одного з заарештованих підпільників Пентек побив за те, що той не впізнав на стіні портрет Карла Маркса (впізнавши Йосипа Сталіна та Болеслава Берута).
У листопаді 1951 року, після закінчення офіцерських курсів у Леґьоново, капітана Пентека направлено на посаду інспектора у Познанське воєводське управління МГБ. У травні 1954 року переведений до Вроцлавської воєводської комендатури громадянської міліції. Служив у Вроцлаві до липня 1962 року, обіймав посади інспектора, старшого інспектора спецгрупи, заступника з безпеки воєводського коменданта Мечислава Новака. З 1960 року — підполковник громадянської міліції.
Під час вроцлавської служби Пентека пройшли процеси польської десталінізації. Болеслава Берута на посаді першого секретаря ЦК ПОРП змінив Владислав Гомулка. МГБ розформовано, функції міліції та Служби безпеки (СБ) приєднано до МВС.

## Функціонер МВС

### Начальник політичного департаменту
1 липня 1962 року підполковника Пентека переведено до варшавського центрального апарату та призначено заступником начальника IV департаменту МВС. Цей департамент під керівництвом полковника Моравського структурно належав до СБ і займався «антидержавною діяльністю церков, релігійних об'єднань, конфесій та духовенства». Головним його завданням було придушення католицької опозиції.
1 лютого 1965 року Генрик Пентек у званні полковника отримав призначення начальником III департаменту СБ МВС — «у боротьбі з антидержавною діяльністю». Департамент відав придушенням будь-якої опозиції комуністичному режиму ПОРП та «реальному соціалізму» ПНР. Міністром внутрішніх справ ПНР на той момент був генерал дивізії Мечислав Мочар — колишній партизанський командир Пентека, лідер націонал-комуністичної «фракції партизанів» у ПОРП. Політично Пентек орієнтувався на жорсткий курс Мочара, підтримував його у боротьбі за владу у партійно-державному керівництві.
Полковник Пентек і його заступник полковник Валіхновський брав активну участь в антисемітській та антиінтелігентській кампанії. У доповідних записках міністру внутрішніх справ і Політбюро ЦК ПОРП (основним адресатом явно був Мочар) Пентек детально описував «ворожі виступи сіоністів і посібників сіонізму». Особливу увагу він приділяв таким відомим діячам як партійний політик Мечислав Раковський або ветеран держбезпеки письменниця Ізабела Стахович. Пентек готував інструкції як для апарату СБ, так і для агітпропу ПОРП (зокрема, рекомендувалося не згадувати про сталінську допомогу Ізраїлю, не цитувати антинімецькі висловлювання «сіоністів»). У засобах масової інформації установки Пентека та Валіхновського підхоплював Ришард Гонтаж.

### У грудневих подіях
У грудні 1970 року у містах Балтійського узбережжя Польщі піднялися робочі протести проти підвищення цін. Як керівник ключового «політичного департаменту» МВС полковник Пентек брав участь у військово-міліцейському придушенні.
Через свою агентуру III департамент ретельно відстежував ситуацію у робочому середовищі, безперебійно забезпечуючи інформацією партійне керівництво. Пентек входив до інформаційно-координаційної групи «п'яти полковників» (начальники профільних підрозділів міністерства) під керівництвом генерала бригади Ришарда Матієвського. На нарадах під керівництвом генерала Стахури, генерала Матієвського, генерала Слабчика — Пентек пропонував «остаточне врегулювання» силами спецгруп III департаменту у кількості близько 600 осіб.
План Пентека відхилено за недостатньою забезпеченістю силовим ресурсом. Протести придушено армійськими частинами та міліцейськими формуваннями ЗОМО. Десятки людей загинули. В результаті партійно-державні керівники, зокрема Гомулка, Мочар, Світала, змушено пішли у відставку.

### Учасник боротьби у верхівках
20 грудня 1970 року першим секретарем ЦК ПОРП став Едвард Герек, у лютому 1971 року МВС очолив Францишек Шляхциц. У грудні 1971 року Шляхциц став членом Політбюро та секретарем ЦК. Міністром внутрішніх справ призначено Веслава Очепку. Подібно Мочару, генерал Шляхциц дотримувався націонал-комуністичних поглядів і відносився до «фракції партизанів». При цьому Шляхциц виявляв прагматизм, адекватний новому курсу Герека. Все це відповідало позиціям Генрика Пентека.
9 жовтня 1971 року Пентек у званні генерала бригади отримав призначення заступником міністра внутрішніх справ. Після виходу Шляхциця на підвищення Пентек зберіг посаду при міністрі Очепки. Після загибелі Очепки в авіакатастрофі три березневих тижні 1973 року виконував обов'язки міністра. Залишився заступником за міністра Станіслава Ковальчика. Підтримував Шляхциця у конфліктах з апаратними конкурентами — секретарем ЦК Станіславом Канею та заступником голови МВС Мирославом Мілевським. Пентек став свого роду лобістом і конфіденційним інформатором Шляхцица у міністерстві. Нагороджено Командорським хрестом ордена Відродження Польщі.
Амбіції енергійного Шляхцица, його спроби взяти під контроль МВС та явні претензії на місце першого секретаря, викликали все більші побоювання Герека. У лютому 1974 року Шляхцица піддано різкій критиці на пленумі ЦК ПОРП, у червні знятий з секретарського посту, наприкінці 1975 року виведений з Політбюро. Деякий час він залишався віцепрем'єром, але з обмеженими повноваженнями, і в березні 1976 року остаточно відправлений у відставку. У такій ситуації стало визначено й усунення Генрика Пентека.

## Після відставки
19 березня 1974 року Генрика Пентека знято з посади в МВС і призначено заступником міністра лісового та деревообробного господарства в уряді Петра Ярошевича (перед цим не мав жодного відношення до галузі). Залишався на посаді шість років, але це була форма відносно почесної відставки. Пішов на пенсію на початку 1980 року, при заміні Ярошевича на Едварда Бабюха.
На пенсії Генрик Пентек жив приватним життям. Конфронтація ПОРП із Солідарністю, воєнний стан, перетворення кінця 1980-х років пройшли без його участі. Перебував у Союзі борців за свободу та демократію, з 1990 року — у Союзі ветеранів Республіки Польща та колишніх політичних ув'язнених (ZKRPiBWP). Відвідував пам'ятні заходи АЛ.
Після падіння влади ПОРП і перетворення ПНР на Третю Річ Посполиту Генрика Пентека притягнуто до судової відповідальності. Звинувачувався у застосуванні тортур до заарештованих у Пйотркуві-Трибунальському. Пентек відмовлявся визнавати провину, посилаючись, зокрема, те що, що мав достатньо підлеглих і не потребував вести допити особисто. У результаті справу припинено за віком і станом здоров'я обвинуваченого. У 2012 році ZKRPiBWP організував урочисте святкування 90-річного ювілею Пентека.
Помер Генрик Пентек у віці 93 років. Похований у родинній могилі на цвинтарі Військові Повонзки.